# Jeff Hamilton
Jeff Hamilton (Richmond, 1953. augusztus 4. –), amerikai dzsesszdobos, big band vezető.

## Pályafutása
Richmondban született (Indiana), az Indiana Egyetemen tanult. 1975-től Monty Alexander triójának, majd 1977-től 1978-ig Woody Herman zenekarának tagja volt. Tagja volt az L.A. Fournak is, velük hat albumot is készített.
A Clayton-Hamilton Jazz Orchestra-t Jeff Claytonnal és John Claytonnal együtt vezeti. Saját triójában Jon Hamar basszusgitáron, Tamir Hendelman zongorán játszik.
Hamilton dolgozott Ella Fitzgeralddal, Rosemary Clooney-val, a Count Basie-vel, Oscar Petersonnal, Ray Brownnal. Turnézott Diana Krallal, akinek több albumán is dolgozott.

## Lemezek
- Indiana (1992)
- It's Hamilton Time (1994)
- Live! (1996)
- Dynavibes (Mons, 1997)
- Hamilton House: Live at Steamers (2000)
- Hands On (2002)
- The Best Things Happen (2004)
- From Studio 4, Cologne, Germany (2006)
- Symbiosis (2009)
- Red Sparkle (Capri, 2012)
- Time Passes On (2012)
- The L.A. Session (2013)
- Catch Me If You Can (2020)
- Merry & Bright (2021)